# Hippotion isis
Hippotion isis là một loài bướm đêm thuộc họ Sphingidae, chi Hippotion.